# A10 (motorväg, Tyskland)
A10 eller Berliner Ring är en motorväg som går i en ring runt Berlin, Tyskland. Denna motorväg är viktig för trafiken förbi Berlin.
Den ligger i det som förut var Östtyskland. Delarna till söder och rakt öster om staden är byggda redan på 1930-talet, vilket är två tredjedelar av ringen. Resten är byggt betydligt senare, på 1970-talet - 1980-talet, av Östtyskland.
Idag har Berliner Ring i första hand fortfarande en funktion som en förbifart (ringled) förbi Berlin och är lite för långt från staden för att användas mellan stadsdelar. Den leder E30 och E55 förbi staden.
Ett stort antal andra motorvägar ansluter till A10. De är A2, A9, A11, A12, A13, A24 som går ifrån stan till andra orter och A111, A113, A114, A115 leder trafik mot stan.
Den har två filer i vardera riktning mellan trafikplats Werder och trafikplats Schwanebeck. Resterande del är det tre filer i vardera riktning 

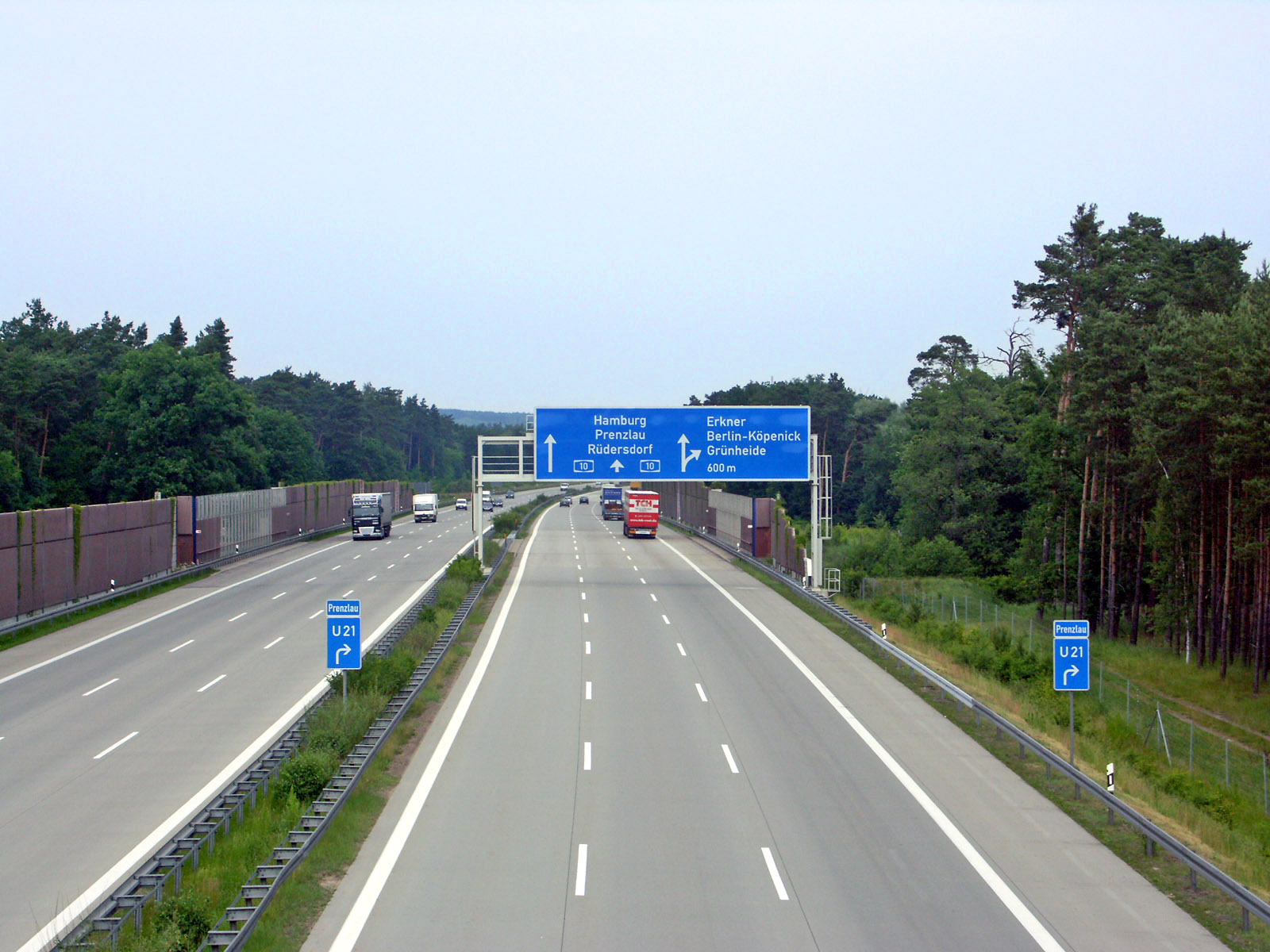
Berliner Ring vid Erkner.

## Trafikplatser
|  | Nr | Skyltning                                    |
|  | 1  | Schwanebeck (T-korsning) E 28                |
|  | 2  | Berlin-Hohenschönhausen                      |
|  | 3  | Berlin-Marzahn                               |
|  |    | Seeberg                                      |
|  |    |                                              |
|  | 4  | Berlin-Hellersdorf                           |
|  | 5  | Rüdersdorf                                   |
|  |    | Mühlenfließbrücke (742 m)                    |
|  |    | Kalkgrabenbrücke (237 m)                     |
|  |    |                                              |
|  | 6  | Erkner                                       |
|  |    | Löcknitzbrücke (100 m)                       |
|  | 7  | Freienbrink                                  |
|  |    | Spreebrücke (130 m)                          |
|  | 8  | Spreeau (T-korsning) E 30                    |
|  |    | Uckleysee/Lankensee                          |
|  | 9  | Niederlehme                                  |
|  |    | Dahmebrücke (122 m)                          |
|  |    | Wildauer Brücke (145 m)                      |
|  | 10 | Königs Wusterhausen                          |
|  | 11 | (Fyrvägskorsning) Schönefeld E 36 E 55       |
|  |    | Am Fichtenplan                               |
|  | 12 | Rangsdorf                                    |
|  |    |                                              |
|  | 13 | Genshagen                                    |
|  | 14 | Ludwigsfelde-Ost (Fyrvägskorsning)           |
|  |    | Ludwigsfelder Brücke (330 m)                 |
|  | 15 | Ludwigsfelde-West                            |
|  |    |                                              |
|  |    |                                              |
|  |    | Nuthebrücke (50 m)                           |
|  | 16 | Nuthetal (T-korsning) E 51                   |
|  | 17 | Michendorf                                   |
|  |    | Michendorf                                   |
|  |    |                                              |
|  | 18 | Ferch                                        |
|  |    |                                              |
|  | 19 | Potsdam (T-korsning) E 51                    |
|  | 20 | Glindow                                      |
|  |    |                                              |
|  | 21 | Werder (T-korsning) E 30                     |
|  | 22 | Groß Kreutz                                  |
|  |    | Plessower-See-Brücke (50 m)                  |
|  | 23 | Phöben                                       |
|  |    | Havelbrücke (704 m)                          |
|  |    |                                              |
|  | 24 | Leest                                        |
|  |    | Sacrow-Paretzer-Kanal-Brücke (80 m)          |
|  | 25 | Potsdam-Nord                                 |
|  |    |                                              |
|  |    | Priort                                       |
|  | 26 | Berlin-Spandau (Avfart i sydgående)          |
|  |    | Schnellfahrstrecke Hannover–Berlin (järnväg) |
|  | 26 | Berlin-Spandau (Avfart i norrgående)         |
|  | 27 | Brieselang                                   |
|  |    | Havelbrücke (90 m)                           |
|  |    | Berlin-Hamburger Bahn                        |
|  | 28 | Falkensee                                    |
|  |    |                                              |
|  |    | Wolfslake                                    |
|  | 29 | Havelland E 26 E 55                          |
|  |    |                                              |
|  | 30 | Oberkrämer                                   |
|  | 31 | Oranienburg E 26 E 251                       |
|  |    | Oder-Havel-Kanal-Brücke (50 m)               |
|  | 32 | Birkenwerder                                 |
|  |    |                                              |
|  |    | Birkenwerder                                 |
|  | 34 | Mühlenbeck                                   |
|  |    | Schönwalde                                   |
|  | 35 | Pankow                                       |
|  | 36 | Berlin-Weißensee                             |